# Chalcolestes viridis
Chalcolestes viridis (Vander Linden, 1825). je vrsta iz familije Lestidae. Srpski naziv ove vrste je Velika zelena devica. U Srbiji izuzetno retka i veoma teška za razlikovanje od srodne C. parvidens. Postoji svega par potvrđenih nalaza iz zapadnog dela zemlje.

## Životni ciklus
Polaganje jaja se vrši u tandemu, odnosno mužjak i ženka su spojeni u toku polaganja jaja. Ženke polažu jaja ubušujući ih u koru drvenastih vrsta biljaka koje rastu iznad vode. Prvih nekoliko nedelja jaja se razvijajau velikom brzinom da bi posle toga ušla u dijapauzu, odnosno tako provela zimu. Na proleće se iz njih se izležu larve koje padaju u vodu i nastavljaju da se razvijaju velikom brzinom. Nakon par meseci izležu se odrasle jedinke koje svoje egzuvije ostavljaju na priobalnim biljkama.

## Literatura
- Askew, R.R. (2004) The Dragonflies of Europe. (revised ed.) Harley Books. p61.  0-946589-75-5
- d'Aguilar, J., Dommanget, JL., and Prechac, R. (1986) A field guide to the Dragonflies of Britain, Europe and North Africa. Collins. pp336.  0-00-219436-8
- Boudot JP., et al. (2009) Atlas of the Odonata of the Mediterranean and North Africa. Libellula Supplement 9:1-256.
- Dijkstra, K-D.B & Lewington, R. (2006) Field Guide to the Dragonflies of Britain and Europe. British Wildlife Publishing.  0-9531399-4-8.
- Gibbons, R.B., (1986). Dragonflies and Damselflies of Britain and Northern Europe. Country Life Books.  0-600-35841-0. pp58–59.